# جورج باس (عالم آثار)
جورج فليتشر باس، عالم أثار أمريكي، وكان من أوائل ممارسي علم الآثار تحت الماء. شارك في إدارة أول بعثة لحفر حطام سفينة قديمة في كيب جيليدونيا في عام 1960، وأسس معهد علم الآثار البحري في عام 1972.

## النشأة والتعليم
وُلد جورج فليتشر باس في 9 ديسمبر 1932 في كولومبيا، كارولاينا الجنوبية، والده "روبرت دانكان باس"، أستاذ في الأدب الإنجليزي وعالم دراسات حرب الثورة الأمريكية، والدته "فيرجينيا ووكوب"، كاتبة. كان عمه هو عالم الآثار روبرت واشوب. في عام 1940، انتقل باس مع عائلته إلى أنابوليس، ميريلاند، حيث تولى والده الخدمة النشطة في البحرية الأمريكية خلال الحرب العالمية الثانية وعمل كأستاذ للغة الإنجليزية في أكاديمية البحرية الأمريكية. كان مهتمًا بالفلك والبحر في صباه وعمل في وظائف متفرقة، كان أول شخص يقوم بالإبحار حول العالم في مركبة برمائية.
بعد تخرجه من المدرسة الثانوية، بدأ في دراسة اللغة الإنجليزية في جامعة جونز هوبكنز. خلال السنة الثانية من دراسته، قام برحلة تبادل إلى إنجلترا، حيث حضر جامعة إكستر، وأُوقف هو وأربعون طالبًا آخرين بسبب مزحة. بعد ذلك، انضم إلى زملاء سكن أخيه في رحلة إلى تاورمينا، صقلية، حيث كانت أول تجربة مهنية له في الآثار.
عند عودته إلى جونز هوبكنز، قرر تغيير تخصصه وفي عام 1955 حصل على درجة الماجستير في علم آثار الشرق الأدنى من الجامعة، التي أنشأت تخصصًا له من دورات في أقسام الشرق الأدنى والكلاسيكيات لعدم وجود قسم لعلم الآثار. ثم قضى عامين في المدرسة الأمريكية للدراسات الكلاسيكية في أثينا، حيث قام بالتنقيب في موقع جورديون. بدأ الخدمة العسكرية في عام 1957، حيث كُلّف في كوريا الجنوبية ضمن مجموعة أمنية عسكرية تابعة للكتيبة التركية بالقرب من منطقة منزوعة السلاح الكورية. كانت تلك تجربة تعلم تشكيلية بالنسبة لباقي رحلاته في علم الآثار، حيث كان مسؤولًا فجأة عن المعدات والطعام واللوجستيات والعمليات في المناطق الزراعية.
في عام 1960، تزوج جورج فليتشر باس من آن باس التي ساعدته في عمله، وهي عازفة بيانو ومدرسة بيانو، ولديهما ابنان.

## المسيرة الأكاديمية
في عام 1959، دعا البروفيسور رودني يونغ، زميله باس في جامعة بنسلفانيا، للانضمام إلى أول بعثة لحفظ حطام سفينة قديمة بعدما علم بموقعها الذي يعود إلى عصر البرونز من الغواص والصحفي بيتر ثروكمورتون. بدأ استكشاف الموقع، الذي يقع قبالة الساحل التركي بالقرب من رأس جيليدونيا، في صيف عام 1960. استعد باس لذلك من خلال دروس الغوص في YMCA في فيلادلفيا، حيث تلقى درسًا عمليًا واحدًا قبل بدء الحفريات. أصبح باس مشاركًا في الإدارة بجانب جوان دو بلات تايلور للبعثة.
خلال الستينيات، قام باس بحفر حطام سفن من عصور البرونز والكلاسيكي والبيزنطي. حصل على درجة الدكتوراه في علم الآثار الكلاسيكي من جامعة بنسلفانيا في عام 1964، حيث كان عضوًا في هيئة التدريس لعدة سنوات.
في عام 1966، أذن فرويليش ريني، مدير متحف علم الآثار والأنثروبولوجيا في جامعة بنسلفانيا، لباس بكتابة تقرير حول القطع الذهبية التي اكتسبها المتحف بشكل مثير للجدل والمعتقد أنها من موقع طروادة في تركيا. كان ذلك في وقت كان فيه باس مساعدًا لمحرر في قسم البحر الأبيض المتوسط، وكتب تقريرًا أثر في صياغة المتحف لبيان حول أخلاقيات المتاحف. هذا البيان كان "إعلان بنسلفانيا" لعام 1970، توقعت اليونسكو بعد ذلك إصدار اتفاقية عام 1970 بشأن الوسائل التي تستخدم لحظر ومنع الاستيراد والتصدير ونقل الملكية والممتلكات الثقافية بطريقة غير مشروعة .
عمل باس على تكييف تقنيات المسح الأثري التقليدية على اليابسة للاستخدام تحت الماء وساهم في التقدم التكنولوجي الرئيسي، مثل "كابينة الهاتف" تحت الماء التي يمكن للغواصين التواصل من خلالها مع السطح، وتصوير الفوتوغرامتريا ثلاثي الأبعاد لرسم خرائط أفضل للمواقع، واستخدام السونار الجانبي لتحديد مواقع الحطام. في عام 1964، بدأ باس استخدام "الأشيرا"، أول غواصة بحث أمريكية مبنية تجاريًا، لفحص وتصوير حطام السفن.
في عام 1972، أسس باس معهد علم الآثار البحري (INA)، وترك جامعة بنسلفانيا في العام التالي. في عام 1976، نقل معهد الآثار البحرية مقره الرئيسي إلى جامعة تكساس، حيث أصبح باس أستاذًا وشغل كرسي جورج تي. وجلاديس أبيل في علم الآثار البحري.
حصل باس على ميدالية العلوم القومية في عام 2001 تقديرًا لـ "تقنية المحيطات الرائدة وخلق فرع جديد من العلم، علم الآثار البحري، مما أدى إلى توفير معرفة جديدة حول تاريخ الاقتصاد والتكنولوجيا والقراءة." قدمت الجائزة من قبل الرئيس جورج دبليو بوش. توفي باس في 2 مارس 2021 في مستشفى في بريان، تكساس، عن عمر يناهز 88 عامًا.

## الجوائز والتكريمات
- حصل على ميدالية ذهبية للإنجاز الأثري المتميز من معهد الآثار الأمريكي (1986).[15]
- انتخب عضوًا في الجمعية الفلسفية الأمريكية (1989).[16]
- جائزة لويل توماس من نادي المستكشفين.
- ميدالية لاغورس الذهبية من منظمة ناشيونال جيوغرافيك.
- جائزة مئوية منظمة ناشيونال جيوغرافيك.
- ميدالية جي سي هارينغتون (1999) من جمعية الآثار التاريخية.[17]
- دكتوراه فخرية من جامعة بوغازيتشي في إسطنبول.
- دكتوراه فخرية من جامعة ليفربول.
- جائزة اللوحة الذهبية من الأكاديمية الأمريكية للإنجاز (2001).[18]
- ميدالية العلوم الوطنية (2001).
- ميدالية لوسي وارتون دريكسل للإنجاز في علم الآثار (2010) من جامعة بنسلفانيا.
- انتخب عضوًا في الأكاديمية الأمريكية للفنون والعلوم (2012).[19]